# Острогожское
Острогожское (до 1938 — Ужбёрджен (нем. Uszbördszen), до 1946 — Карпфенвинкель (нем. Karpfenwinkel)) — посёлок в Краснознаменском городском округе Калининградской области. Входил в состав Добровольского сельского поселения.

## Население
| 1867 | 1885 | 1910 | 1933 | 1939 | 2002 | 2010 |
| ---- | ---- | ---- | ---- | ---- | ---- | ---- |
| 111  | ↗116 | ↗137 | ↗154 | ↘148 | ↗204 | ↗209 |

## История
Населённый пункт Карпфенвинкель в 1946 году был переименован в посёлок Острогожское.